# Recalada fyr
Recalada fyr är en bemannad 
fyr på sydkusten av den argentinska provinsen
Buenos Aires som vägleder fartygstrafiken till Bahía Blanca.
Fyren, som är en av de högsta i världen och den högsta på södra halvklotet, tändes första gången den 1 januari 1906.
Tornet är byggt som fackverk  runt en central cylinder och är tillverkat av gjutjärn i Frankrike av samma företag som byggde Eiffeltornet. Det är 67 meter högt med en lanternin på toppen och monterat på plats. En spiraltrappa leder upp till lanterninen. Fyrapparaten är försedd med en fresnel-lins och visar en vit blixt var nionde sekund. Lysvidden är 28 sjömil
Fyrplatsen bemannas av Argentinas flotta. Den är öppen för besök och museet och fyren kan besökas mot en avgift. Det är 293 trappsteg upp till toppen.